# Leslie Marr
Leslie Marr (Durham, 1922. augusztus 14. – 2021. május 4.) brit autóversenyző.

## Pályafutása
1954-ben és 1955-ben részt vett hazája világbajnoki Formula–1-es versenyén. Az 54-es futamon tizenharmadikként zárt, az 55-ös versenyen viszont nem ért célba. Több a világbajnokságon kívül rendezett Formula–1-es viadalon is rajthoz állt pályafutása alatt.

## Eredményei

### Teljes Formula–1-es eredménylistája
(Táblázat értelmezése)

(Félkövér: pole-pozícióból indult; dőlt: leggyorsabb kört futott) 

| Év   | Csapat      | Modell           | Motor                  | 1   | 2   | 3   | 4   | 5      | 6      | 7   | 8   | 9   | Helyezés | Pont |
| ---- | ----------- | ---------------- | ---------------------- | --- | --- | --- | --- | ------ | ------ | --- | --- | --- | -------- | ---- |
| 1954 | Leslie Marr | Connaught Type A | Lea-Francis Straight-4 | ARG | 500 | BEL | FRA | GBR 13 | GER    | SUI | ITA | ESP | -        | 0    |
| 1955 | Leslie Marr | Connaught Type B | Alta Straight-4        | ARG | MON | 500 | BEL | NED    | GBR Ki | ITA |     |     | -        | 0    |

## Külső hivatkozások
- Profilja a grandprix.com honlapon (angolul)
- Profilja a statsf1.com honlapon (angolul)